# ジェイレックス・コーポレーション
ジェイレックス・コーポレーション（J-REX Corporation Co. Ltd.）は、2002年に設立された日本の不動産会社であり、東京都新宿区に本社を構える。主に都市型賃貸マンションや分譲マンションの企画・開発、不動産関連サービスを提供している。代表取締役社長は春田英樹である。

## 概要
ジェイレックス・コーポレーションは、設立以来、不動産開発および管理業務を行っている。同社は、東京証券取引所TOKYO PRO Marketに上場しており、最新の技術を活用した不動産サービスを提供している。

## 沿革
- 2002年：東京都渋谷区で設立。不動産の販売及び賃貸管理業務を開始
- 2003年：本社を東京都新宿区西新宿に移転
- 2022年：東京証券取引所TOKYO PRO Marketに上場[2]